# Santa Eulalia Bajera
Santa Eulalia Bajera is een gemeente in de Spaanse provincie en regio La Rioja met een oppervlakte van 8,43 km². Santa Eulalia Bajera telt 115 inwoners (1 januari 2016).

## Demografische ontwikkeling
Bron: INE, 1857-2011: volkstellingen
Opm.: In 1857 ontstond Santa Eulalia Bejera uit de gemeente Ocón